# Solanum viscosissimum
Solanum viscosissimum är en potatisväxtart som beskrevs av Otto Sendtner. Solanum viscosissimum ingår i släktet skattor som ingår i familjen potatisväxter. Inga underarter finns listade i Catalogue of Life.